# Piana
Piana ist eine französische Gemeinde mit 458 Einwohnern (Stand 1. Januar 2022) an der Westküste Korsikas. Sie gehört zum Département Corse-du-Sud, zum Arrondissement Ajaccio und zum Kanton Sevi-Sorru-Cinarca. Piana ist als eines der Plus beaux villages de France (Schönste Dörfer Frankreichs) klassifiziert.

## Geographie

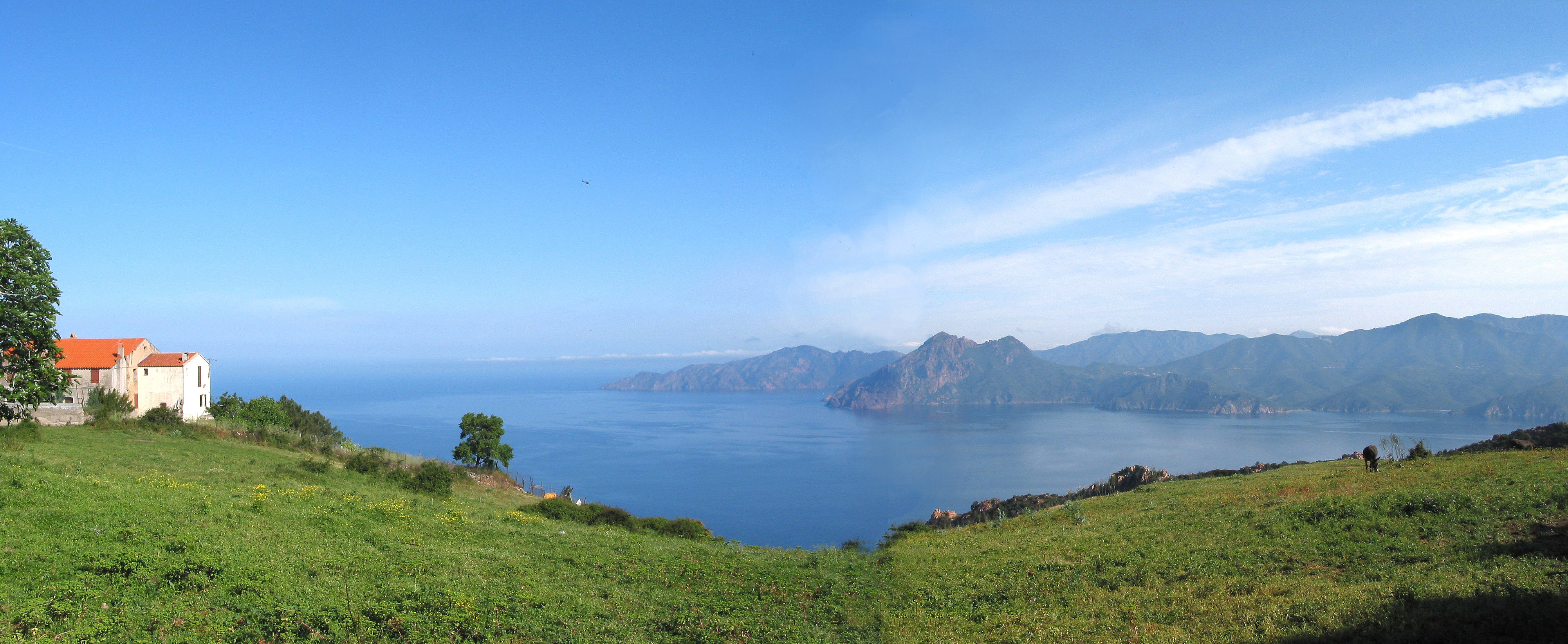
Golf von Porto

Piana liegt in der Calanche auf einer Hochebene auf 438 m Höhe über dem Golf von Porto 78 km nördlich von Ajaccio und ist bekannt für seine steilwandigen Granitfelsen.

## Geschichte
Im 15. Jahrhundert war das Gebiet der heutigen Gemeinde unter der Herrschaft der Seigneurs de Leca. Am 29. März 1489 kam es nach einem Aufstand von Jean-Paul de Leca zu einem Massaker an den Einwohnern durch die Genuesen, das Gebiet war bis zur Wiederbesiedlung 1690 weitgehend unbewohnt. 1713 erhielt der Ort eine eigene Pfarrei. Zwischen 1765 und 1795 wurde die heutige Kirche errichtet.
Im Zweiten Weltkrieg Hochburg der Résistance. Am Strand von Arone (9 km entfernt) bringt das U-Boot Casabianca am 6. Februar 1943 Menschen und Waffen aus Algier (Sitz der des französischen Befreiungskomitees, CFLN)
für den Widerstand in Korsika an Land, sie werden in Verstecke (z. B. Schäfereien) gebracht und später an FN-Gruppen im Land verteilt (Piana, Ota, Marignana, Petreto-Bicchisano).
Geburtsort zweier Widerstandskämpfer:
Archange Giovanelli und Jean Casanova
Zusammen mit der Girolata-Bucht, der Bucht von Porto und dem Naturpark La Scandola wurde die Calanche 1983 von der UNESCO zum Weltnaturerbe erklärt.
| Bevölkerungsentwicklung | Bevölkerungsentwicklung | Bevölkerungsentwicklung | Bevölkerungsentwicklung | Bevölkerungsentwicklung | Bevölkerungsentwicklung | Bevölkerungsentwicklung | Bevölkerungsentwicklung | Bevölkerungsentwicklung | Bevölkerungsentwicklung |
| ----------------------- | ----------------------- | ----------------------- | ----------------------- | ----------------------- | ----------------------- | ----------------------- | ----------------------- | ----------------------- | ----------------------- |
| Jahr                    | 1792                    | 1962                    | 1968                    | 1975                    | 1982                    | 1990                    | 1999                    | 2009                    | 2014                    |
| Einwohner               | 736                     | 499                     | 517                     | 513                     | 511                     | 500                     | 428                     | 450                     | 484                     |

## Sehenswürdigkeiten
- Calanche
- Naturpark La Scandola
- Wald von Piana
- Kirche Sainte-Marie